# La Fresneda
La Fresneda är en ort i Spanien.   Den ligger i provinsen Provincia de Teruel och regionen Aragonien, i den östra delen av landet, 300 km öster om huvudstaden Madrid. La Fresneda ligger 561 meter över havet och antalet invånare är 454.
Terrängen runt La Fresneda är platt norrut, men söderut är den kuperad. Runt La Fresneda är det glesbefolkat, med 14 invånare per kvadratkilometer. Närmaste större samhälle är Valderrobres, 9,2 km sydost om La Fresneda. Trakten runt La Fresneda består till största delen av jordbruksmark.